# Callisphyris ficheti
Callisphyris ficheti är en skalbaggsart som beskrevs av Barriga och Peña 1994. Callisphyris ficheti ingår i släktet Callisphyris och familjen långhorningar. Inga underarter finns listade.